# Sarcófago (banda)
Sarcófago fue una influyente banda brasileña de thrash metal. El grupo fue liderado por el vocalista original de Sepultura, Wagner Lamounier, y Geraldo Minelli. Han sido descritos como la banda brasileña de metal más controvertida, y con frecuencia han provocado distintas reacciones en la escena del metal.
La portada de su primer álbum, I.N.R.I., está considerada como una de las imágenes más influyentes en la imagen del black metal, y especialmente en el estilo de maquillaje del corpse paint. Esa grabación también está considerada como uno de los álbumes que ayudó a definir el estilo musical del black metal. Su segundo LP, The Laws of Scourge, fue uno de los primeros álbumes de death metal técnico en ser publicados.
La banda se separó en 2000, tras publicar el EP Crust. Los miembros de la banda, a excepción de Wagner, actuaron juntos en Brasil en 2006 bajo el nombre "Tributo ao Sarcófago". En 2009, surgió el rumor de que la formación que grabó I.N.R.I. se reuniría para una pequeña gira, pero resultó ser falso.

## Historia

### Primeros días (1985–1986)
Sarcófago fue formada en 1985 en Uberlândia, Minas Gerais, Brasil. Teniendo como influencias a bandas de metal extremo como Bathory, Celtic Frost, Slayer, y el hardcore punk, el objetivo de Sarcófago era crear la música más agresiva del mundo Wagner Lamounier, quien se había separado con acritud de Sepultura en marzo de ese mismo año, fue invitado a unirse a la banda. Aunque nunca llegó a grabar nada con Sepultura, escribió la letra de la canción Antichrist, del EP Bestial Devastation.
El debut de Sarcófago fue en el álbum split de Cogumelo Produções, Warfare Noise, publicado originalmente en 1986. Sarcófago contribuyó con tres canciones, "Recrucify", "The Black Vomit" y "Satanás". Su música y sus letras causaron un gran impacto, algo que les permitió conseguir una considerable cantidad de atención. En aquel momento la banda estaba formada por "Butcher" (guitarra), "Antichrist" (Lamounier; voz), "Incubus" (Geraldo Minelli; bajo) y "Leprous" (Armando Sampaio; batería).

### I.N.R.I.(1987–1988)
Con el nuevo batería, "D.D. Crazy" -considerado como uno de los pioneros del uso del blast beat en este álbum— Sarcófago publicó I.N.R.I en julio de 1987. La vestimenta de la banda en la portada del álbum —corpsepaint, chaquetas de cuero y cinturones de balas— está considerada una de las primeras representaciones visuales de black metal. La música también tuvo una gran influencia, siendo considerado un hito en la historia del género. A pesar de que el álbum tuvo una buena acogida, Lamounier no estaba satisfecho con el resultado final y se quejó de la calidad de las sesiones de grabación.
Tras la publicación de I.N.R.I., Sarcófago realizó un breve descanso. Lamounier se trasladó a Uberlândia para estudiar ciencias económicas en la Universidad Federal de Uberlândia (UFU), mientras que Butcher y su hermano D.D. Crazy dejaron el grupo. Este último tocaría la batería en el álbum debut de la banda de Death/Thrash, Sextrash, Sexual Carnage (1990).

### Rotting(1989–1990)
La publicación de Rotting sembró una gran polémica debido a su portada; en la que una figura, aparentemente la muerte, lame la cara de Jesucristo. Este dibujo fue inspirado en una pintura medieval. Kelson Frost, pintor de la portada, rechazó dibujar una corona de espinas sobre la cabeza del hombre, que fácilmente se identifica con el Mesías.
Rotting difiere musicalmente del rápido black metal de I.N.R.I. El batería de sesión "Joker" introdujo a la banda en diferentes estilos (como el crossover thrash); Wagner también aprendió a tocar la guitarra en un tiempo récord, y contribuyó en muchos de los riffs del álbum. Rotting también marcó su primer cambio de alias: el dúo principal del grupo se nombraron a sí mismos "Wagner Antichrist" y "Gerald Incubus". Su forma de vestir también sufrió cambios, abandonaron los brazaletes de clavos de los brazos y las piernas, pues les dificultaban actuar en directo.
Rotting fue el primer EP de Sarcófago en tener distribución internacional, siendo publicado en Europa por el sello británico Music for Nations, y por Maze/Kraze en América. Maze Records publicó una versión censurada de Rotting, cambiando la portada original y añadiendo una pegatina con el texto "Con el vocalista original de Sepultura" sin consultarlo con la banda. Enfurecidos por las acciones de la discográfica, Sarcófago los demandó.

### The Laws of Scourge(1991–1993)
El segundo álbum, The Laws of Scourge (1991), fue considerado una revolución en la carrera de la banda. Una combinación de mejor sonido, mejor producción, y una composición más sofisticada que los introdujo en el territorio del death metal técnico. La nueva dirección musical de Sarcófago fue influenciada en parte por los nuevos miembros, Fábio "Jhasko" (guitarra) y Lúcio Olliver (batería), e inspirada por una nueva generación de banda de metal extremo como Godflesh, Paradise Lost, Bolt Thrower, Deicide y Morbid Angel.
The Laws of Scourge se convirtió en el álbum más exitoso de Sarcófago, y fue responsable de la mayor gira realizada por la banda hasta la fecha. Esta gira incluyó sus primeros conciertos internacionales: en Sudamérica visitaron países como Perú y Chile, y en Europa actuaron en Portugal y España. En Brasil, su concierto de mayo aforo fue teloneado por la banda pionera del Crossover Thrash, Dirty Rotten Imbéciles, en São Paulo.

### The Worst(1997–2000)
El cuarto y último álbum de larga duración de Sarcófago, The Worst (1997), fue un trabajo más lento en comparación con la velocidad de Hate, aunque con una mayor programación en la batería. Minelli y Lamounier destacaron este trabajo como un "resumen" de la carrera de la banda.
Con el cambio de milenio llegó el EP Crust, que sería la última publicación de Sarcófago. El EP estaba destinado a ser publicado como un álbum de larga duración, pero el dúo central de la banda se separó antes de realizar la grabación.

## Discografía

### Álbumes
- I.N.R.I. - 1987
- The Laws of Scourge - 1991
- Hate - 1994
- The Worst - 1997

### EP
- Rotting - 1989
- Crush, Kill, Destroy - 1992
- Crust - 2000

### Splits
- Warfare Noise I - 1986 (con Chakal, Holocausto y Mutilator)

### Recopilatorios
- Decade of Decay - 1995
- Satanic Christ's - 2005
- Die... Hard! - 2015

### Demos
- Satanic Lust - 1986
- The Black Vomit - 1986
- Christ's Death - 1987